# Zveza društev za boj proti sladkorni bolezni Slovenije
Zveza društev za boj proti sladkorni bolezni Slovenije je bila ustanovljena leta 1956 na pobudo diabetologa Ljudevita Merčuna.

## Odlikovanja in nagrade
Leta 1996 je zveza prejela častni znak svobode Republike Slovenije z naslednjo utemeljitvijo: »ob štiridesetletnici delovanja za prizadevno človekoljubno delo, pomembno za sladkorne bolnike«.